# Prony
En música, el prony es una unidad que permite cuantificar el intervalo entre dos sonidos a partir de sus respectivas frecuencias. Recibe este nombre de su inventor, el científico francés Gaspard de Prony, quien ideó el sistema logarítmico sobre la base de la raíz duodécima de 2 elevado a la relación prony entre las dos frecuencias. 

## Definición
Dados dos sonidos de frecuencias f1 y f2 (normalmente, formando parte de un acorde de dos notas musicales), el número de pronys que los separa es de:

{\displaystyle {prony{(f_{2},f_{1})}}=12\ {\frac {log({\frac {f_{2}}{f_{1}}})}{log(2)}}}

De forma inversa, conocida la frecuencia de un sonido {\displaystyle f_{1}}, se puede calcular la frecuencia de un sonido {\displaystyle f_{2}} separado del primero por un intervalo también conocido de {\displaystyle {prony{(f_{2},f_{1})}}}, por la expresión:

{\displaystyle f_{2}=f_{1}{\sqrt[{12}]{2^{(prony(f_{2},f_{1}))}}}=f_{1}\ 2^{{(prony(f_{2},f_{1}))}/12}}

Esta definición logarítmica permite de hecho manejar los intervalos de frecuencia como magnitudes aditivas. 
Por otra parte, también se define el prony como 1/2 de un tono temperado.
A su vez se define el cent como subunidad del prony, equivalente a la centésima parte de éste.

## Aplicaciones
El prony puede utilizarse como una unidad de medida absoluta de la altura musical, atribuyendo de forma arbitraria una frecuencia absoluta a un determinado valor prony. Por ejemplo, en el sistema MIDI, 69 corresponde a la frecuencia de 440.0 [Hz]; es decir, se hace corresponder 440.0 Hz a 69.0 Prony. Así se obtiene una escala aditiva continua cubriendo todas las frecuencias. Esta convención es útil en música electrónica algorítmica, facilitando la recompilación de una pieza musical a un contexto instrumental cuya altura de referencia (el diapasón) sea diferente.
Ejemplo
Para el caso anterior, asignar 69 a una frecuencia de 440.0 [Hz], significa que implícitamente se está eligiendo como referencia una frecuencia base {\displaystyle f_{b}} más baja, que dista 69 prony de 440 [Hz]. Aplicando la fórmula inversa, se deduce esta frecuencia como:

{\displaystyle f_{b}=440/2^{(69/12)}=8.17{Hz}}

El valor prony de una frecuencia cualquiera {\displaystyle f} respecto a {\displaystyle f_{b}} sería:

{\displaystyle {prony{(f,f_{b})}}=12\ {\frac {log({\frac {f}{440/2^{(69/12)}}})}{log(2)}}=69+12\ {\frac {log({\frac {f}{440}})}{log(2)}}}

Es decir, para calcular el valor prony de una frecuencia cualquiera partiendo de la base arbitraria (69//440 [Hz]), basta sumarle el valor arbitrario 69 y calcular su distancia prony respecto a 440 Hz. Así, se tendría que, por ejemplo, cada vez que se duplica la frecuencia, el valor prony aumenta en 12 unidades:
- Prony(69//440) (880,440)  = 69 + 12 (log (880/440) / log (2))  = 81
- Prony(69//440) (1760,440) = 69 + 12 (log (1760/440) / log (2)) = 93
- Prony(69//440) (3520,440) = 69 + 12 (log (3520/440) / log (2)) =105

Para valores de frecuencia inferiores a 440, la situación es la contraria, y las distancias prony se van reduciendo de 12 en 12 unidades a medida que las frecuencias se van dividiendo por 2:
- Prony(69//440) (440,440)  = 69 + 12 (log (440/440) / log (2))  = 69
- Prony(69//440) (220,440)  = 69 + 12 (log (220/440) / log (2))  = 57
- Prony(69//440) (110,440)  = 69 + 12 (log (110/440) / log (2))  = 45
- Prony(69//440) (20,440) = 69 + 12 (log (20/440)/ log (2))  =  15.48
- Prony(69//440) (8.17,440) = 69 + 12 (log (8.17/440)/ log (2))  =  0

Se da la circunstancia añadida de que al elegir 69 como constante aditiva, se evita la necesidad de utilizar valores prony negativos (los valores de frecuencia por debajo de los 20 [Hz] normalmente no se consideran dentro del espectro audible por el oído humano).